# Halloy (België)
Halloy is een gehucht in de voormalige gemeente Braibant, een deelgemeente geworden van de Belgische stad Ciney in de provincie Namen.
De geschiedenis van Halloy gaat terug tot de Romeinse tijd; bij archeologische opgravingen werden Gallo-Romeinse fundamenten gevonden. Later is op die plek een donjon ontstaan die meerdere malen verbouwd werd tot het huidige Château de Halloy. Halloy was in de middeleeuwen het centrum van een feodaal gebied.
De kapel van het dorp heeft plaats moeten maken voor het Station Halloy.
Deelgemeenten: Achêne · Braibant · Chevetogne · Ciney · Conneux · Leignon · Pessoux · Serinchamps · Sovet

Overige kernen:  Barcenal · Bragard · Chapois · Conjoux · Corbion · Croix · Enhet · Fays · Haid · Halloy · Haversin · Jannée · Jet · Les Basses · Linciaux · Reuleau · Reux · Ronvaux · Senenne · Stée · Trisogne · Vincon · Ychippe

Belgische gemeenten · arrondissement Namen · provincie Namen · Wallonië